# Минимальный размер оплаты труда в Эстонии
Минимальный размер оплаты труда в Эстонии — это самая низкая ежемесячная и почасовая оплата труда, который работодатели по закону имеют право выплачивать своим работникам в Эстонии. Согласно Закону о трудовом договоре, минимальная заработная плата устанавливается правительством Эстонской Республики. Существующий закон о минимальном размере оплаты труда вступил в силу в 1994 году.
В соответствии с установившейся в стране практикой, правительство устанавливает минимальный размер оплаты труда, согласуя её с социальными партнёрами — Эстонской конфедерацией профсоюзов и Конфедерацией работодателей Эстонии.
С 1 января 2017 года минимальный почасовой размер оплаты труда в Эстонии составляет 2,78 евро, а минимальный ежемесячный размер оплаты труда за полный рабочий день — 470 евро.
С 1 января 2018 года минимальный почасовой размер оплаты труда в Эстонии составляет 2.97 евро, а минимальный ежемесячный размер оплаты труда за полный рабочий день составляет — 500 евро. Минимальный размер оплаты труда с 2018 года составляет 40 % от средней зарплаты. С 2018 года размер не облагаемого налогом дохода зависит от Вашего годового брутто-дохода. С 1 января 2018 ко всем доходам применяется единый, не облагаемый налогом доход по ставке 6000 евро в год или 500 евро в месяц. С 2018 года минимальный размер оплаты труда (нетто), после выплат работником налога по страхованию от безработицы, пенсионных отчислений и подоходного налога составляет 482 евро. В Эстонии существуют отдельные ставки минимальной заработной платы для учителей общеобразовательных школ, детсадовских педагогов и работников сферы культуры с высшим образованием.
С 1 января 2020 года минимальный размер оплаты труда учителей общеобразовательных школ, детсадовских педагогов и работников сферы культуры с высшим образованием составляет до 1315 евро, а средняя зарплата работников данных профессий равна 120 % от средней зарплаты по стране и составляет 1540 евро. С 2019 года минимальный размер оплаты труда работников культуры составляет 1300 евро. С 2019 года по сообщениям Эстонских СМИ минимальный размер оплаты труда спасателей повыситься до 1000 евро. Конфедерация работодателей Эстонии и Эстонская конфедерация профсоюзов сообщили, что завершили переговоры по соглашении, о минимальном размере оплаты труда на 2019 год, которое повысит его со следующего года на 8% до 540 € в месяц и 3.21 € в час. Если минимальный размер оплаты труда вырастит до 540 € (брутто) в месяц, то минимальные затраты работодателя на одного работника составят 722.52 € в месяц, до выплат работодателем социального налога 178.20 € (24.66%) и налога по страхованию от безработицы 4.32 € (0.60%). Минимальный размер оплаты труда (нетто) после выплат работником налога по страхованию от безработицы 8.64 € (1.20%), пенсионных отчислений 10.80 € (1.49%) и подоходного налога 4.11 € (0.57%), всего налогов выплачиваемых работником 23.15 € (4.36% от брутто), составит 516.45 € в месяц. С 1 января 2020 года минимальный почасовой размер оплаты труда в Эстонии составляет 3,48 евро, а минимальный ежемесячный размер оплаты труда за полный рабочий день — 584 евро. С 1 января 2020 года минимальный ежемесячный размер оплаты труда (нетто) составляет 550.38 евро.
С 1 января 2022 года минимальный почасовой размер оплаты труда в Эстонии составляет 3,86 евро, а минимальный ежемесячный размер оплаты труда за полный рабочий день — 654 евро. С 1 января 2022 года минимальный ежемесячный размер оплаты труда (нетто) составляет 604.37 евро. С 1 января 2022 года минимальный размер оплаты труда учителей общеобразовательных школ, детсадовских педагогов и работников сферы культуры с высшим образованием вырастет по сравнению с 2021 годом на 97 евро или на 7,3 %, и составит 1412 евро, а средняя зарплата работников данных профессий будет равна 120 % от средней зарплаты по стране и составит 1653 евро (увеличение на 113 евро)
С 1 января 2023 года минимальный почасовой размер оплаты труда в Эстонии составляет 4,3 евро, а минимальный ежемесячный размер оплаты труда за полный рабочий день — 725 евро. С 1 января 2023 года минимальный ежемесячный размер оплаты труда (нетто) составляет 689.92 евро. С 1 января 2023 года минимальный размер оплаты труда учителей общеобразовательных школ, детсадовских педагогов и работников сферы культуры с высшим образованием вырастет на 23,9 % с 1412 евро до 1749 евро, а средняя зарплата работников данных профессий составит 2048 евро. С 1 января 2023 года минимальный размер оплаты труда спасателей вырастет на 36 % и составит 1620 евро. С 1 января 2023 года минимальный размер оплаты труда полицейских вырастет на 17 % и составит 1849 евро.
С 1 января 2024 года минимальный почасовой размер оплаты труда в Эстонии составляет 4,86 евро, а минимальный ежемесячный размер оплаты труда за полный рабочий день — 820 евро. С 1 января 2023 года минимальный ежемесячный размер оплаты труда (нетто) составляет 763.18 евро.
С 1 января 2025 года минимальный почасовой размер оплаты труда в Эстонии составляет 5,31 евро, а минимальный ежемесячный размер оплаты труда за полный рабочий день — 886 евро. С 1 января 2025 года минимальный ежемесячный размер оплаты труда (нетто) составляет 810,08 евро.
| Минимальный размер оплаты труда | Минимальный размер оплаты труда | Минимальный размер оплаты труда |
| Год                             | в месяц                         | почасовой                       |
| ------------------------------- | ------------------------------- | ------------------------------- |
| 1996                            | 680 EEK                         | 4 EEK                           |
| 1997                            | 845 EEK                         | 5 EEK                           |
| 1998                            | 1100 EEK                        | 6,50 EEK                        |
| 1999                            | 1250 EEK                        | 7,35 EEK                        |
| 2000                            | 1400 EEK                        | 8,25 EEK                        |
| 2001                            | 1600 EEK                        | 9,40 EEK                        |
| 2002                            | 1850 EEK                        | 10,95 EEK                       |
| 2003                            | 2160 EEK                        | 12,90 EEK                       |
| 2004                            | 2480 EEK                        | 14,60 EEK                       |
| 2005                            | 2690 EEK                        | 15,90 EEK                       |
| 2006                            | 3000 EEK                        | 17,80 EEK                       |
| 2007                            | 3600 EEK                        | 21,50 EEK                       |
| 2008                            | 4350 EEK                        | 27 EEK                          |
| 2009                            | 4350 EEK                        | 27 EEK                          |
| 2010                            | 4350 EEK                        | 27 EEK                          |
| 2011                            | 278,02 €                        | 1,73 €                          |
| 2012                            | 290 €                           | 1,80 €                          |
| 2013                            | 320 €                           | 1,90 €                          |
| 2014                            | 355 €                           | 2,13 €                          |
| 2015                            | 390 €                           | 2,34 €                          |
| 2016                            | 430 €                           | 2.54 €                          |
| 2017                            | 470 €                           | 2,78 €                          |
| 2018                            | 500 €                           | 2,97 €                          |
| 2019                            | 540 €                           | 3,21 €                          |
| 2020                            | 584 €                           | 3,48 €                          |
| 2021                            | 584 €                           | 3,48 €                          |
| 2022                            | 654 €                           | 3,86 €                          |
| 2023                            | 725 €                           | 4,3 €                           |
| 2024                            | 820 €                           | 4,86 €                          |
| 2024                            | 820 €                           | 4,86 €                          |
| 2025                            | 886 €                           | 5,31 €                          |